# Union Glashütte
Union Glashütte es la marca del fabricante alemán de relojes Union Uhrenfabrik GmbH Glashütte/SA., con sede en Glashütte (Sajonia), que fabrica y distribuye exclusivamente relojes de pulsera mecánicos con movimientos automáticos o de cuerda manual. La marca fue fundada en 1893 por Johannes Dürrstein. Pertenece al Grupo Swatch desde el año 2000.

## Historia

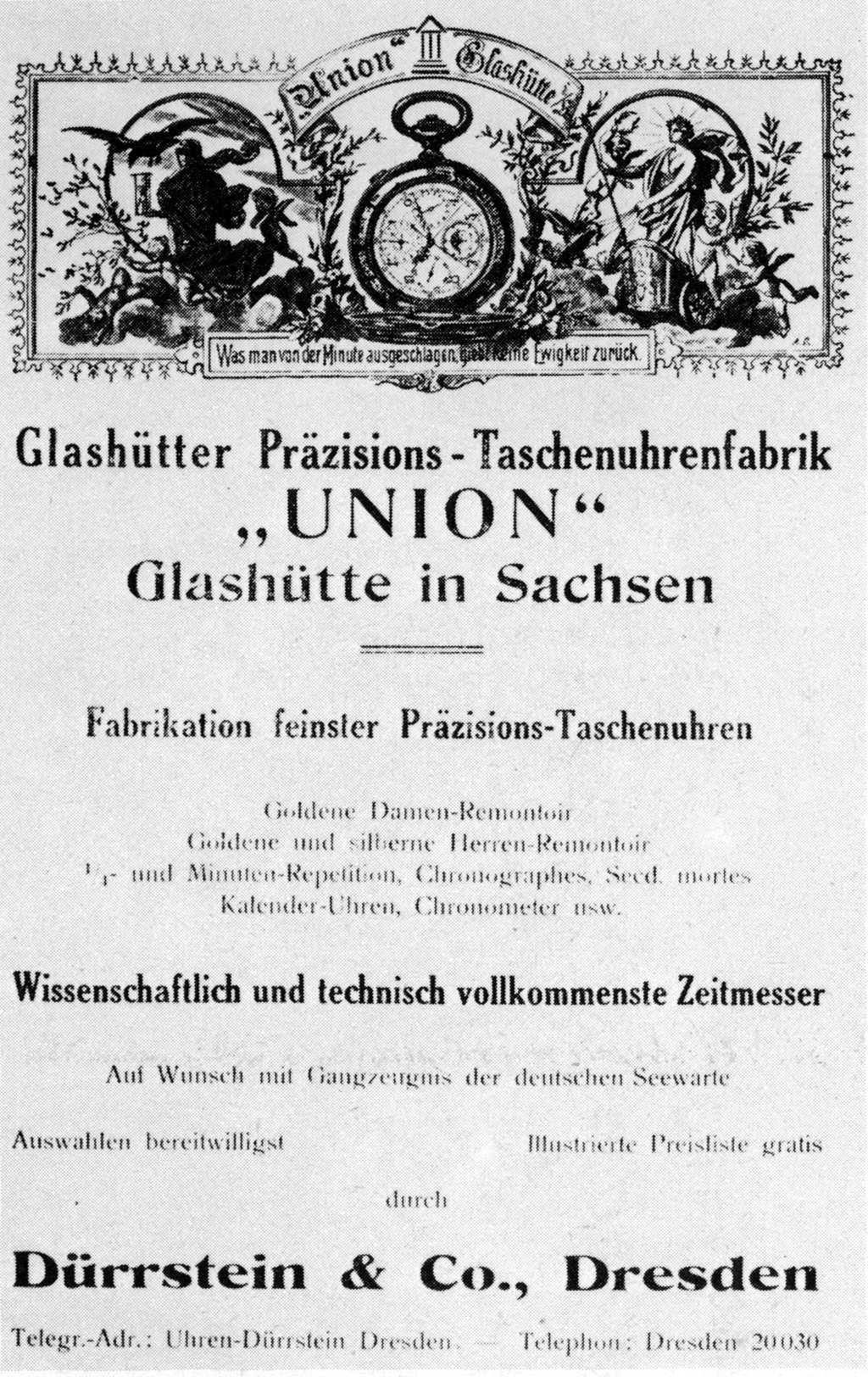
Antiguo anuncio de Union

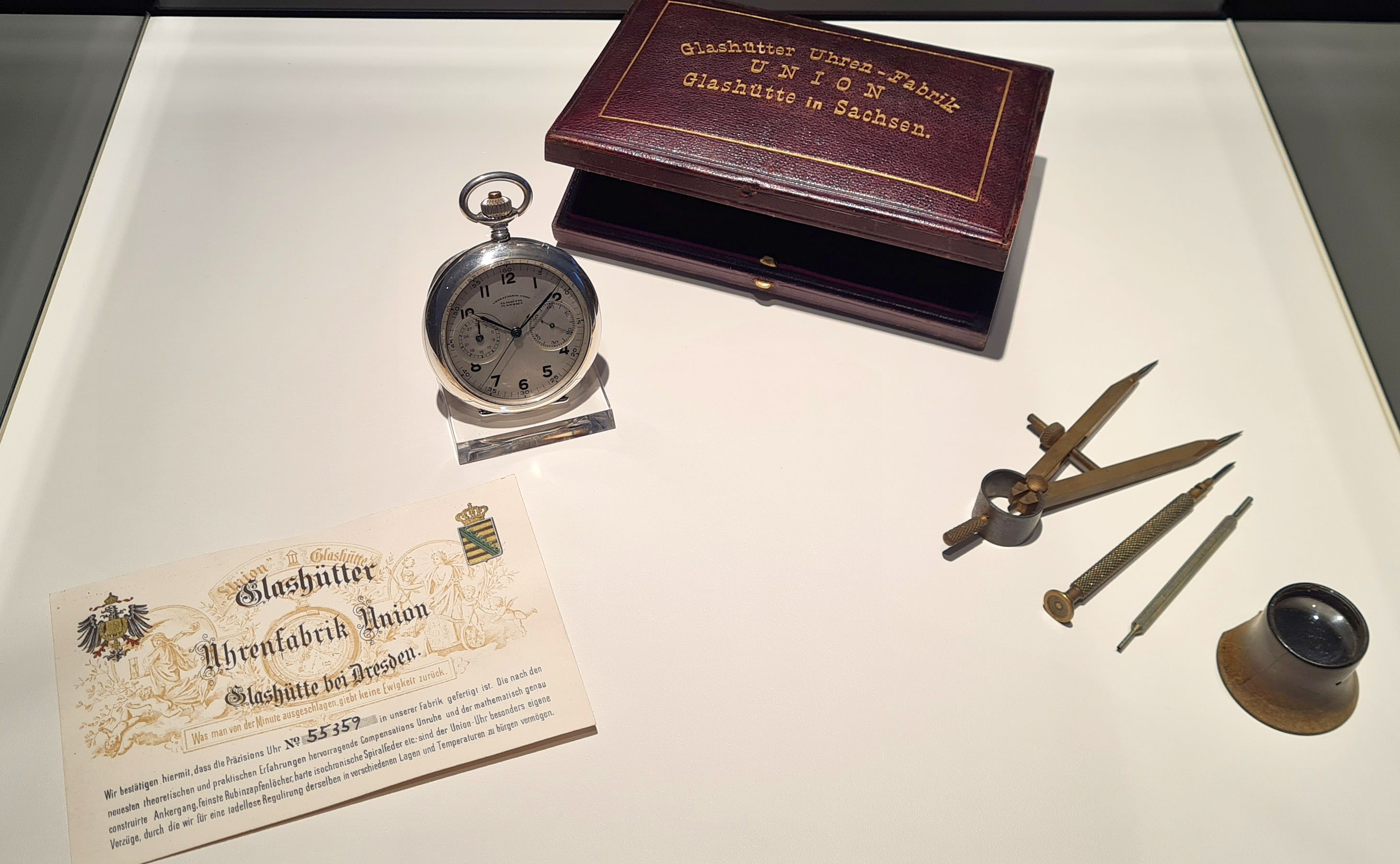
Reloj de bolsillo Union con su certificado

En 1874, el comerciante y experto en relojes Johannes Dürrstein fundó el negocio mayorista de relojes "Dürrstein & Compagnie" en Dresde. El negocio, que Dürrstein dirigía junto con su hermano Friedrich, se convirtió en socio distribuidor exclusivo del fabricante de relojes de Glashütte, A. Lange & Söhne. Al mismo tiempo, Dürrstein construyó su propia fábrica de relojes en Suiza, cuyos movimientos se completaban y distribuían en Glashütte. Basándose en estas experiencias, y tras la rescisión del contrato de exclusividad con A. Lange & Söhne, Dürrstein fundó su propia empresa relojera en Glashütte en 1893.
Los relojes de Glashütte Uhrenfabrik Union alcanzaron rápidamente reconocimiento mundial. La marca se distinguió por su amplia gama de productos, distribución global y modernos métodos de fabricación. Además de relojes de bolsillo sencillos y relativamente asequibles, también se produjeron modelos con sofisticadas complicaciones. Algunas de estas piezas de colección se exhiben actualmente en el Museo Alemán de la Relojería de Glashütte.
Con el inicio de la Gran Depresión, la industria relojera de Glashütte también se vio sometida a una presión creciente. En 1926, Uhrenfabrik Union, al igual que muchas otras marcas, se vio obligada a cesar su producción, y en 1936 fue excluida del registro mercantil.
En 1951, las restantes empresas relojeras de Glashütte se fusionaron en VEB Glashütter Uhrenbetriebe (GUB). Tras la reunificación en 1990, VEB pasó a llamarse "Glashütter Uhrenbetrieb GmbH" y se privatizó en 1994. Union Uhrenfabrik GmbH Glashütte/SA se fundó como filial en 1996, pasando a formar parte del Grupo Swatch en 2000. Los movimientos de relojería de Union se produjeron en la fábrica de Glashütter Uhrenbetrieb hasta la adquisición del negocio por parte del Grupo Swatch. El desarrollo de la marca hermana Glashütte Original pronto agotó la capacidad de producción y, como resultado, se produjo una creciente escasez de recursos para la fabricación de los relojes Union. Por ello, Union Glashütte se reorganizó en 2008. Como marca independiente con talleres propios, ahora produce exclusivamente relojes mecánicos con el sello de origen y calidad "Made in Glashütte", con precios promedio que oscilan entre 1000 y 3000 euros. Las versiones individuales de metales preciosos o los modelos especiales de edición limitada pueden costar hasta 13.900 euros.

## Denominación de origen "Glashütte" para relojes
El 22 de febrero de 2022 entró en vigor el Reglamento para la Protección de la Indicación Geográfica de Origen "Glashütte". Esto significa que la denominación de origen "Glashütte" solo podrá utilizarse en transacciones comerciales para relojes fabricados en la región de origen, que incluye las siguientes zonas en Sajonia: la ciudad de Glashütte, los distritos de Bärenstein y Lauenstein de la ciudad de Altenberg para el suministro y el acabado, y Dresde para ciertas etapas del acabado.